# 苍山神祠
苍山神祠位于云南省大理州大理市大理镇西门村，大理古城以西约2000米，苍山中和峰麓。

## 历史
苍山神祠始建于南诏时期，唐贞元十年（794年），剑南西川节度使韦皋派节度巡官崔佐时出使南诏，与南诏王异牟寻在苍山会盟。明嘉靖七年（1528年）、嘉靖三十一年（1552年）、清康熙三十一年（1692年）重修；清末回乱期间，苍山神祠被毁；光绪年间重建。

## 建筑
苍山神祠现存一门楼一殿二庑。正殿面阔5间，单檐歇山顶。门楼为单檐硬山顶，背面设戏台。

## 保护
1985年9月，苍山神祠由大理市人民政府公布为第一批市级重点文物保护单位。1987年12月21日，苍山神祠由云南省人民政府公布为第三批云南省文物保护单位。